# Castanopsis chinensis
Castanopsis chinensis là một loài thực vật có hoa trong họ Fagaceae. Loài này được (Spreng.) Hance mô tả khoa học đầu tiên năm 1869.